# وویکی (استان پودلاسکی)
وویکی (به لاتین: Łojki) یک روستا در لهستان است که در گمینا گرایوو واقع شده‌است. وویکی ۸۰ نفر جمعیت دارد.